# Hansi Müller-Schorp
Hansi Müller-Schorp (* 18. Juni 1927 in Stuttgart; † 27. Juli 2022 in Leinfelden-Echterdingen) war eine deutsche Fotografin. Neben ihrer Arbeit als Sach- und Werbefotografin schuf sie ein umfangreiches Werk innovativer Stillleben.

## Leben und beruflicher Werdegang
Hansi Müller-Schorp interessierte sich schon als Kind für kreatives Gestalten und besuchte Abendkurse für Malerei. Das wurde von ihrem Vater, der als Schriftmaler arbeitete, begünstigt. Ihren ursprünglichen Wunsch, Dekorateurin zu werden, gab sie auf, da sie zuvor als Verkäuferin hätte arbeiten müssen. Durch die Vermittlung ihres Vaters begann sie im September 1945 im Alter von 18 Jahren eine Lehre als Fotografin im gemeinsamen Atelier von Willi Moegle und Arthur Ohler in Stuttgart, die sie 1948 mit der Gehilfenprüfung abschloss. Die Meisterprüfung folgte 1950. Besonders die detailliert ausgearbeiteten Arrangements von Moegles klassischen Sachfotografien prägten Hansi Müller-Schorp. 1950 wurde sie Mitarbeiterin in Moegles neu gegründeten Atelier für Fotodesign. Im Mittelpunkt der gemeinsamen Arbeit stand die Produktfotografie. Moegle und Müller-Schorp setzten Gebrauchsgegenstände wie Porzellan, Glas und Besteck, aber auch Möbel und Maschinenteile in Szene und prägten so das visuelle Erscheinungsbild von Firmen wie Arzberg, Knoll, C. Hugo Pott, Schönwald und Schott. Anfang der 1970er Jahre übernahm Hansi Müller-Schorp schließlich die Leitung des Studios, das sie bis 1990 weiterführte. Im Dezember 2021 übergab sie ihren künstlerischen Vorlass an die Kunstbibliothek – Staatliche Museen zu Berlin.

## Werk
Neben dem Auftragsarbeiten des Ateliers für Fotodesign schuf Hansi Müller-Schorp ein Werk zahlreicher freier Arbeiten, in denen sie mit den Übergängen zwischen Sachlichkeit und Abstraktion und den fotografischen Mitteln experimentierte. Nicht selten bildeten die Arrangements der von den Auftraggebern im Atelier abgelieferten Gegenstände den Ausgangspunkt für diese Bilder. Beispielhaft dafür stehen etwa Müller-Schorps zahlreiche Aufnahmen von Stapelgeschirr, deren immergleiche industrielle Formen sie durch das Spiel mit Licht und Schatten, aber auch durch Steigerung der Bildkontraste oder Negativkopien spielerisch zu vielfältigen geometrischen Mustern umwandelte. Diesen Effekt steigerte sie an anderer Stelle durch den Einsatz von Spiegelungen, Mehrfachbelichtungen und Bewegungsunschärfe. Die ursprüngliche Form und Funktion der Gegenstände lösen sich in Müller-Schorps Fotografien weitgehend auf, so dass es ihr gelingt, selbst unscheinbare Industriefilter als geheimnisvoll strahlende Bildkörper vor schwarzem Hintergrund aufscheinen zu lassen.
Für die Arbeit im Studio hatte sich Hansi-Müller Schorp zu Beginn der 1950er Jahre auch in die Technik der Farbfotografie eingearbeitet, die sie für ihre freie Arbeit gleichwertig neben dem Schwarzweißmaterial einsetzte. Durch die „Regie der Gegenstände“ gelingt es ihr in ihren farbigen Aufnahmen etwa Tischgestelle aus Kunststoff und Tischplatten aus Glas in eine abstrakte Komposition zu verwandeln, die an die Gemälde von László Moholy-Nagy erinnert. Eine Reihe von Farbbildern entsteht 1981 während der Umbauarbeiten in der Filderhalle in Leinfelden-Echterdingen. Hier nahm Müller-Schorp die provisorischen Zwischenzustände in den Blick, in deren oft zufällig entstandenen Details sie ein ähnliches Spiel von Farben und Formen entdeckte und in nahezu gegenstandslose Bilder transformierte. Stilistisch knüpft Hansi Müller-Schorp so einerseits an die Klassische Moderne an und nimmt Ansätze aus Neuer Sachlichkeit und Konstruktivismus auf, verbindet diese aber mit der Experimentierfreude der Subjektiven Fotografie der 1950er Jahre zu einer eigenen, stark grafisch orientierten Bildsprache.

## Ehrungen und Mitgliedschaften
Schon mit 23 Jahren wurde Hansi Müller-Schorp 1950 in die renommierte Gesellschaft Deutscher Lichtbildner (heute: Deutsche Fotografische Akademie (DFA)) berufen, an deren Jahresausstellungen sie regelmäßig teilnahm. Von 1983 bis 2008 gehörte sie außerdem dem Vorstand der Vereinigung an. 1966 wurde Hansi Müller-Schorp in die Deutsche Gesellschaft für Photographie (DGPh) berufen, 1968 und 1970 folgten Berufungen in den Deutschen Werkbund und den Bund Freischaffender Foto-Designer (heute: BFF Berufsverband Freie Fotografen und Filmgestalter). Sie war von 1979 bis 1980 Mitglied des Künstlerinnenvereins GEDOK in Stuttgart und zählte dort zu den Mitbegründerinnen der Gruppe Fotografie und Film.
1967 und 1977 wurde Hansi Müller-Schorp im Internationalen Wettbewerb Silber im Foto jeweils mit dem ersten Preis ausgezeichnet. 2012 verlieh ihr die DFA für ihren Beitrag zur Sachfotografie der 1950er und 1960er Jahre sowie für ihr langjähriges ehrenamtliches Engagement die David-Octavius-Hill-Medaille.

## Werke in öffentlichen Sammlungen
Im Dezember 2021 erwarb die Kunstbibliothek der Staatlichen Museen zu Berlin den fotografischen Vorlass von Hansi Müller-Schorp, der über 4500 Objekte umfasst. Neben rund 400 großformatigen Abzügen gehören dazu Dias, Negative und Kontaktabzüge. Daneben finden sich Werke der Fotografin in den Sammlungen folgender Institutionen:
- Haus der Fotografie, Burghausen
- Museum Folkwang, Essen
- Museum für Kunst und Gewerbe Hamburg
- Schleswig-Holsteinisches Landesmuseum Schloß Gottorf
- Sammlung der Stadt Leinfelden-Echterdingen

## Ausstellungen (Auswahl)
- 1970: Fotografinnen, Museum Folkwang, Essen
- 1975: Photographie 1929–1975, Württembergischer Kunstverein Stuttgart
- 1975: Zwei Fotografinnen. Hansi Müller-Schorp / Fee Schlapper, Galerie der Deutschen Gesellschaft für Photographie, Köln
- 1978: Drei Fotografinnen, Städtische Galerie Schwarzes Kloster, Freiburg
- 1979: Fotografie 1919–1979 made in Germany. Die GDL-Fotografen, Münchner Stadtmuseum
- 1980: Frauen hinter der Kamera, Nikon-Galerie, Zürich, und Galerie de Photographie Moreno, Genf
- 1983: Fotografie und Sichtbare Zeichen, Kulturkreis Leinfelden-Echterdingen, Altes Rathaus Musberg
- 1985: Von der Sachlichkeit zur Abstraktion, Galerie Coiffeur, Leinfelden-Musberg
- 1987: „Formen und Zeichen“, Fotogalerie C. Hohmeister, Karlsruhe
- 1989: Das Foto als autonomes Bild, Kunsthalle Bielefeld und Bayerische Akademie der Künste, München
- 1990: Fotografie und sichtbare Zeichen, Kleine Galerie des Augustinermuseums, Freiburg
- 2013: Die Schraube – Fetisch der Warenwelt? Sachfotografien aus vier Jahrzehnten, Museum für Kunst und Gewerbe Hamburg
- 2016: ReVison. Fotografie im MK&G, Museum für Kunst und Gewerbe Hamburg
- 2019: Hansi Müller Schorp. Fotografie / Fotografik, Esslinger Kunstverein
- 2020: Das Spiel von Licht und Schatten, Stadtarchiv Leinfelden-Echterdingen[13]
- 2023: Wiki Women. Wissen gemeinsam ergänzen, Museum für Kunst und Gewerbe Hamburg[14]